# Wum (Camerun)
Wum è la capitale del dipartimento di Menchum, in Camerun.